# Yannis Tsarouchis
Yannis Tsarouchis (en grec moderne : Γιάννης Τσαρούχης) (Le Pirée, 13 janvier 1910  - Athènes, 20 juillet 1989) est un peintre grec.

## Biographie
Yannis Tsarouchis étudia à l’École des beaux-arts d’Athènes de 1929 à 1935 dans l’atelier de Fótis Kóntoglou (1931-1934). Avec celui-ci, il s’initia à la peinture byzantine. Il étudia aussi l'architecture et les costumes populaires. Il devint ainsi un des artisans du retour artistique à la Grécité de la génération des artistes des années 1930.
En 1935 et 1936, il voyagea à Constantinople, à Paris et en Italie. Il s’initia alors à l’art de la Renaissance et à l’Impressionnisme.
Il s'installa définitivement à Paris en 1967.
Dans les années 1980, la Fondation Yannis Tsarouchis fut créée à Maroússi dans la banlieue d'Athènes.

## Œuvre

### Style
Theophilos, Matisse ou Giacometti influencèrent l’œuvre de Yannis Tsachouris. Ses tableaux représentent souvent des nus masculins, qui forment le sujet même de l'œuvre (Marin assis et nu allongé, 1948 ; Marin assis sur un lit, 1950) ou s'inscrivent dans des tableaux allégoriques, religieux (Saint Sébastien) ou politiques (La Garde oubliée, 1957).

### Tableaux
- 1948 : Marin assis et nu allongé.
- 1950 : Marin assis sur un lit.
- 1957 : La garde oubliée.
- 1964 : Le port de Zea, au Musée Averoff, à Metsovo.
- 1967 : Athlète.
- 1968-1974 : Le songe de David.
- 1976 : Portrait de T.M. en marin.
- Saint Sébastien.

### Illustrations
- Constantin Cavafy, Jours anciens, Fata morgana, 1989.
- Yánnis Rítsos, Grécité, 1999.

## Expositions
- 1956 Musée Solomon R. Guggenheim, New York
- 1958 Biennale de Venise